# Síntese da piridina de Hantzsch
A síntese da piridina de Hantzsch ou síntese da diidropiridina de Hantzsch é uma reação orgânica multicomponente entre um aldeído como o formaldeído, 2 equivalentes de um β-cetoéster como o acetoacetato de etila e um doador de nitrogênio como o acetato de amônio ou amônia. O produto inicial da reação é uma diidropiridina que pode ser oxidada em uma etapa subsequente a uma piridina. A força motora desta segunda reação é a aromatização. Esta reação foi relatada em 1881 por Arthur Rudolf Hantzsch.
O 1,4-diidropiridina-dicarboxilato é também chamado composto 1,4-DHP ou composto de Hantzsch. Esses compostos são uma classe importante de bloqueadores dos canais de cálcio e como tais comercializados por exemplo em nifedipino, anlodipino ou nimodipino.
Foi demonstrado que a reação ocorre tendo como solvente a água e com aromatização direta por cloreto férrico ou permanganato de potássio em uma síntese monotópica.
A síntese da diidropiridina de Hantzsch também se beneficia da química de microondas.

## Modificação de Knoevenagel-Fries
A modificação de Knoevenagel-Fries permite a sintese de compostos de piridina assimétricos.